# Sybroides howqua
Sybroides howqua är en skalbaggsart som beskrevs av Dillon 1952. Sybroides howqua ingår i släktet Sybroides och familjen långhorningar.
Artens utbredningsområde är Fiji. Inga underarter finns listade i Catalogue of Life.